# Roman Montjenko
Roman Vitaljevitj Montjenko (ryska: Роман Витальевич Монченко), född 9 augusti 1964, död 2 januari 2020, var en rysk roddare.
Han tog OS-brons i åtta med styrman i samband med de olympiska roddtävlingarna 1996 i Atlanta.